# 장 르페브르

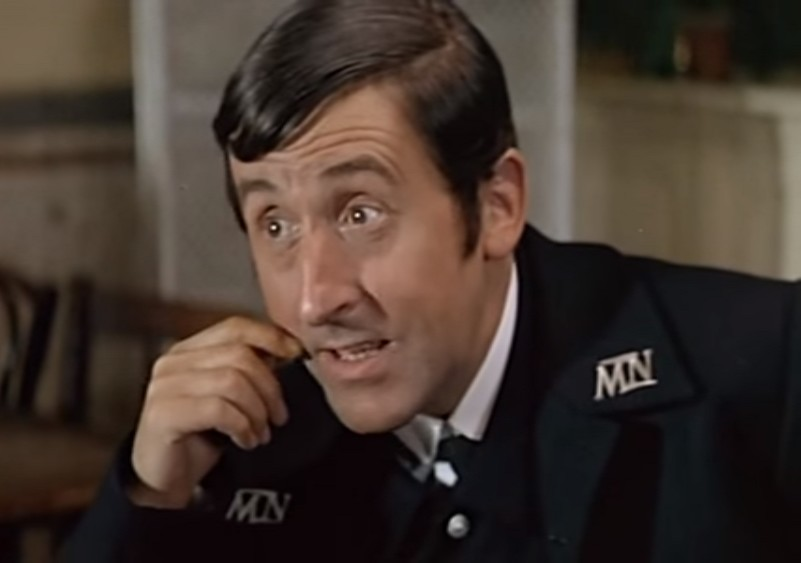

장 르페브르(Jean Lefebvre, 1919년 10월 3일 ~ 2004년 7월 9일)는 프랑스의 영화배우이다.
발랑시엔에서 태어났으며 마라케시에서 사망하였다. 사인은 심근 경색이다.

## 영화
- 세븐스 컴퍼니 아웃도어스 (1977년)
- 카사노바(영어판) (1977년)
- 더 세븐스 컴퍼니 해즈 빈 파운드 (1975년)
- 나우 웨어 디드 더 세븐스 컴퍼니 겟 투 (1973년)
- 보물섬 (1972년)
- 명화 도난 소동 (1968년)
- 은행을 폭파시켜라 (1963년)
- 최상의 부분 (1956년)
- 그리고 신은 여자를 창조했다 (1956년)
- 디아볼릭 (1955년)